# Криптерониевые
Криптерониевые (лат. Crypteroniaceae) — семейство цветковых растений порядка Миртоцветные (лат. Myrtales). Содержит 3 рода и около 20 видов.

## Ареал
Представители семейства обитают в Индомалайской зоне, где живут во влажных тропических лесах. Род Axinandra содержит 6 видов, один из которых произрастает на Шри-Ланке (Axinandra zeylanica), другие — на острове Калимантан и Малайском полуострове. Криптерония (Crypteronia) включает 16 видов, которые распространены от востока Индии, в Юго-Восточной Азии и на юге Китая, до Малайского полуострова, Индонезии и Новой Гвинеи. Dactylocladus представлен единственным видом, произрастающим в лесах на низменных торфяных болотах острова Калимантан.

## Ботаническое описание
Виды семейства — вечнозелёные деревья и кустарники. Листья на коротких черешках и, как у всех миртоцветных, расположены супротивно. Листовые пластинки простые, кожистые. Прилистники очень маленькие или отсутствуют.
Цветки в пазушных кистях, колосах и метёлках. Цветки обоеполые или однополые, если они однополые, то растение двудомное. Небольшие цветки обладают радиальной симметрией, обычно 4-5 членные. Имеется гипантий. Чашелистики есть у всех представителей, а лепестки отсутствуют у криптеронии. 4, 5 или редко 6 фертильных свободных тычинок расположены одним кругом, а у Axinandra тычинки расположены в два круга, по 5 свободных тычинок в каждом. Пыльники небольшого размера. Плодолистики срастаются выше или ниже завязи.
Плод — коробочка, содержащая 50-100 семян. Небольшие семена бескрылые или имеют перепончатые крылоподобные придатки.

## Родственные связи
Морфологические исследования, поддерживаемые недавними исследованиями ДНК хлоропластов, показали, что криптерониевые наиболее близки небольшим семействам миртоцветных, таким как пенеевые (Penaeaceae) из Южной Африки и Alzateaceae из Центральной и Южной Америки. Предполагается, что общий предок этих семейств возник на западе Гондваны в меловом периоде. Криптерониевые отошли на север вместе с Индией после распада суперконтинента, а три рода семейства дифференцировались до столкновения Индии с Азией. Потом они распространились от Индии до тропических лесов Юго-Восточной Азии.

## Таксономия
Семейство Криптерониевые содержит 23 вида:
- Axinandra[1]
  - Axinandra alata
  - Axinandra beccariana
  - Axinandra borneensis
  - Axinandra coriacea
  - Axinandra maingayi
  - Axinandra zeylanica
- Crypteroniatypus — Криптерония[2]
  - Crypteronia affinis
  - Crypteronia borneensis
  - Crypteronia cumingii
  - Crypteronia elegans
  - Crypteronia glabra
  - Crypteronia glabriflora
  - Crypteronia griffithii
  - Crypteronia hookeri
  - Crypteronia javanica
  - Crypteronia laxa
  - Crypteronia leptostachya
  - Crypteronia lutea
  - Crypteronia macrophylla
  - Crypteronia paniculata
  - Crypteronia pubescens
  - Crypteronia wallichii
- Dactylocladus[3]
  - Dactylocladus stenostachys